# 巴耶里科
巴耶里科（西班牙語：Valle Rico），是巴拿馬的城鎮，位於該國中南部，由洛斯桑托斯省的拉斯塔布斯區負責管轄，面積41.4平方公里，2010年人口400，人口密度每平方公里9.6人。